# السمور، نیو ساوت ولز
السمور (به انگلیسی: Elsmore) یک شهرک در استرالیا است که در نیو ساوت ولز واقع شده‌است.